# Maro
Мариана Бриту да Круш Форжаш Секка (порт. Mariana Brito da Cruz Forjaz Secca; род. 30 октября 1994, Лиссабон), более известная как Мару — португальская певица и автор песен. Победительница Festival da Canção 2022, представительница Португалии на конкурсе «Евровидение 2022» с песней «Saudade, saudade».

## Биография

### Ранние годы
Родилась в Лиссабоне, в семье Жуана Баста Форжаша Секка и Кристины Изабель Капеллу да Круш. Занималась музыкой с 4 лет. Изначально хотела стать ветеринаром, но выбрала музыкальную карьеру. Училась в Музыкальном колледже Беркли и переехала в Лос-Анджелес, где начала музыкальную карьеру.

### Музыкальная карьера
В 2018 году Мару выпустила 5 альбомов и один мини-альбом, чем привлекла внимание английского певца Джейкоба Кольера, который предложил певице поучаствовать в записи его альбома «Djesse Vol. 2». Певица была приглашена в команду Джейкоба на время его международного тура-презентации альбома «Djesse Vol. 2». В то же время Мару начала сотрудничать с Куинси Джонсом. Сотрудничество продолжается и в настоящее время.
В 2022 году исполнительница выпустила шестой студийный альбом — «can you see me?», в который были включены синглы «Saudade, saudade», «am i not enough for now?» и «we’ve been loving in silence». Клип для «we’ve been loving in silence» был срежиссирован самой Мару, а главную роль в нём исполнил Сальвадор Собрал, победитель Евровидения-2017.

### Евровидение 2022
21 января 2022 было объявлено об участии Мару в 56 выпуске Festival RTP da Canção, музыкальном конкурсе, целью которого является выбор артиста, который представит Португалию на конкурсе «Евровидение». Мару выступила с песней «saudade, saudade». Певицу поддержали и жюри, и зрители, в результате чего Мару стала представителем Португалии на конкурсе Евровидение-2022, прошедшем в Турине. Мару выступила в первом полуфинале 10 мая и прошла в финал. 14 мая певица выступила в финале, заняв 9 место.

## Дискография

### Альбомы
- Maro, vol. 1 (2018)
- Maro, vol. 2 (2018)
- Maro, vol. 3 (2018)
- Maro & Manel (with Manuel Rocha) (2018)
- It’s OK (2018)
- can you see me? (2022)

### Мини-альбомы
- Mistake To Be Learned (2018)
- Pirilampo (2021)

### Синглы
- «Midnight Purple» (feat. Nasaya) (2019)
- «Why» (feat. Ariza) (2019)
- «What Difference Will It Make» (2019)
- «Mi condena» (feat. Vic Mirallas) (2020)
- «Tempo» (feat. Nasaya) (2021)
- «I See It Coming» (feat. Nasaya) (2021)
- «Saudade, saudade» (2022)
- «am i not enough for now?» (2022)
- «we’ve been loving in silence» (2022)